# Sittin' Up in My Room
"Sittin' Up in My Room" är en sång med den amerikanska R&B-sångerskan Brandy, skriven och producerad av Kenneth "Babyface" Edmonds som filmmusik till den amerikanska filmen Hålla andan från 1995. Spåret var en av fem singlar som gavs ut från albumet med samma namn. Låten klättrade som högst till en andraplats på Billboard Hot 100 och var då en av Brandys hittills mest framgångsrika singlar. 

## Musikvideo
Musikvideon är en 60-talspastish där Brandy är på sitt rum och fantiserar om en kille. Sångerskans kompis kommer in och berättar att killen hon fantiserar om har anlänt till partyt som pågår på nedervåningen. Videon regisserades av Hype Williams.

## Format och innehållsförteckningar
U.S. CD single #1
1. "Sittin' Up in My Room" (Album Version) – 4:52
2. "My Love, Sweet Love" (by Patti LaBelle) – 4:21

U.S. CD single #2
1. "Sittin' Up in My Room" (Doug Rasheed remix) – 3:53
2. "Sittin' Up in My Room" (Album Version) – 4:52

U.S. maxi single
1. "Sittin' Up in My Room" (Doug Rasheed remix)
2. "Sittin' Up in My Room" (Doug Rasheed hip hop remix)
3. "Sittin' Up in My Room" (Doug Rasheed instrumental)
4. "Sittin' Up in My Room" (Doug Rasheed hip hop instrumental)
5. "Sittin' Up in My Room" (album version)

Japanese mini CD
1. "Sittin' Up in My Room"
2. "My Love, Sweet Love" (performed by Patti Labelle)

## Listor
| Chart (1996)                   | Peak position |
| ------------------------------ | ------------- |
| New Zealand Singles Chart      | 6             |
| Swedish Singles Chart          | 60            |
| UK Singles Chart               | 30            |
| U.S. Billboard Hot 100         | 2             |
| U.S. Billboard Hot R&B Singles | 2             |